# Balaenoptera omurai
El rorcual de Omura o  rorcual aleta enano (Balaenoptera omurai) es una especie de cetáceo misticeto de la familia Balaenopteridae del que todavía se conoce muy poco, pues su descubrimiento fue anunciado en 2003. Recibe su nombre en honor de Hideo Omura. 

## Nueva especie
El anuncio de su clasificación taxonómica fue realizado el 20 de noviembre de 2003 en la edición 426 de la revista Nature, por tres científicos japoneses: Shiro Wada, Masayuki Oishi y Tadasu K. Yamada. Los tres científicos determinaron la existencia de la especie analizando la morfología y el ADN mitocondrial de nueve ejemplares, ocho de ellos capturados por una navío japonés de investigación a fines de la década de 1970 y otro más atrapado en 1998 en una pequeña isla del mar de Japón. 
En la tercera edición del Mammal Species of the World, la especie es relegada a un sinónimo del rorcual de Bryde. Sin embargo los autores resaltan que esto es una medida provisoria. La base de datos ITIS la relaciona como un taxón válido, anotando una advertencia sobre la clasificación factible de la especie como, Balaenoptera edeni y Balaenoptera brydei.

## Descripción
Además del patrimonio genético específico, el rorcual de Omura se diferencia de los otros rorcuales por algunas particularidades morfológicas en el cráneo y poseer un menor número de barbas. Su apariencia externa es semejante al rorcual común, pero con un tamaño inferior, pues no supera los 12 metros de longitud.

## Población y distribución
La distribución de los rorcuales de Omura es poco conocida debido a que hasta la fecha muy pocos especímenes han sido confirmados. 
Los primeros individuos fueron recogidos cerca de Oyama en el sur del mar de Japón en 1998. En 1970, con la caza científica de ballenas se tomaron ocho muestras,que en un principio se pensaron que correspondían a rorcuales de Bryde, pero estudios genéticos posteriores confirmaron que se trataban de rorcuales de Omura. Otras muestras más fueron tomadas en las islas Salomón, dos más en aguas cercanas a las Islas Cocos y en el mar de Bohol.